# Giancarlo Rossi (fisico)
Giancarlo Rossi (Roma, 4 gennaio 1943 – Rocca di Papa, 24 febbraio 2025) è stato un fisico italiano.

## Biografia
Giancarlo Rossi è stato un fisico teorico italiano, noto per i suoi importanti contributi alla fisica teorica delle particelle elementari. Si è distinto per l’originalità e l’ampiezza dei suoi interessi scientifici, contribuendo in oltre 200 pubblicazioni scientifiche a campi molto diversi tra loro come la teoria di gauge su reticolo, la teoria delle stringhe, lo studio degli effetti non perturbativi in teoria dei campi, e la biofisica. Il nucleo più significativo del suo lavoro si colloca nell’ambito della teoria dei campi su reticolo, dove ha fornito una dimostrazione perturbativa del limite continuo della QCD rinormalizzata, ha sviluppato formulazioni per le teorie di gauge chirali e per la supersimmetria, e ha avviato lo studio della struttura di spin degli adroni su reticolo. 
Era nato a Roma, e si era laureato in Fisica nel 1966 presso l'Università di Roma "La Sapienza" sotto la guida di Bruno Touschek, discutendo una tesi dal titolo “Annichilazione e⁺e⁻ → μ⁺μ⁻ + γ e il metodo di Bloch–Nordsieck”. Dopo aver insegnato per diversi anni presso le Facoltà di Scienze delle Università di Roma "La Sapienza" e dell'Aquila, inizialmente come Assistente e Professore Incaricato, e successivamente, a partire dal 1982, come Professore Associato, nel 1987 è diventato Professore Straordinario di Fisica Teorica presso l'Università dell'Aquila ed infine, dal 1990, Professore Ordinario di Metodi Matematici della Fisica presso la Facoltà di Scienze dell’Università di Roma "Tor Vergata". Ha svolto attività di ricerca presso numerosi e prestigiosi centri internazionali di ricerca. Tra il 1975 e il 1977 ha lavorato presso la Divisione Teorica del CERN di Ginevra; tra il 1979 e il 1980 è stato Associé Scientifique al CEN di Saclay, in Francia, mentre nel biennio 1980–81 ha ricoperto il ruolo di Chargé de Recherche presso il CNRS, all’Università di Parigi‑Sud. È tornato più volte al CERN come Scientific Associate, in particolare negli anni accademici 1982–83 e 2000–01. Ha inoltre collaborato periodicamente con il Dipartimento di Fisica dell’Università di Washington a Seattle (Stati Uniti), e nel 2004 e nel 2005 ha lavorato come Invited Scientist presso il laboratorio NIC di DESY, a Zeuthen, in Germania. 

## Contributi scientifici
Tra i principali contributi di Giancarlo Rossi si ricordano:
- La quantizzazione delle teorie di gauge non abeliane nella gauge temporale, sviluppata nel formalismo dell'integrale funzionale, in collaborazione con Massimo Testa[4].
- L’estensione del concetto di dualità alle ampiezze mesone-barione e barione-barione, attraverso l’introduzione degli stati di barionio e del concetto di giunzione per i barioni[5], in collaborazione con Gabriele Veneziano.
- La formulazione di un metodo non perturbativo per ricostruire l’invarianza chirale della QCD nel continuo a partire dalla teoria su reticolo di Wilson, analizzando identità di Ward e mescolamento di operatori[6].
- Lo sviluppo di una formulazione delle teorie di gauge chirali su reticolo, imponendo a ordine dominante le identità di Slavnov-Taylor derivate dalla simmetria BRST del continuo[7].
- Il calcolo esatto, non perturbativo, di correlatori in teorie supersimmetriche (in particolare con supersimmetria N=1), rivelando possibili meccanismi di rottura dinamica della supersimmetria in teorie chirali non anomale[8].
- L’introduzione della QCD su reticolo con massa twistata, che migliora automaticamente le osservabili ad ordine a (dove a è il passo reticolare), preserva la positività del determinante fermionico, e riduce il mescolamento spurio degli operatori composti[9].
- L’applicazione sistematica di questo approccio nella "European Twisted Mass Collaboration", con calcolo di osservabili fisiche (masse, costanti di decadimento, fattori di forma) e studio dei mesoni B tramite simulazioni con quark pesanti[10].
- Una delle prime verifiche non perturbative della dualità AdS/CFT, mostrando una corrispondenza quantitativa tra istantoni nella teoria di campo N=4 supersimmetriche e D-instantoni nella supergravità di tipo IIB su AdS₅×S⁵, consolidando il legame tra effetti non perturbativi nelle teorie di gauge e in teoria delle stringhe[11].
- La derivazione di una formula generale per il tensore degli sforzi in sistemi molecolari, valida in ogni ensemble e risolutiva del problema dell’unicità della definizione[12].
- Lo studio della struttura delle macromolecole biologiche, con metodi ab initio e tecniche predittive per identificare siti attivi in proteine e DNA, in particolare su metalloproteine come prioni e beta-amiloidi[13].

## Riconoscimenti
Tra i vari riconoscimenti scientifici, si ricorda il prestigioso Humboldt Research Award della fondazione Alexander von Humboldt di cui era stato insignito nel 2004.

## Opere
- Bruno Touschek, Giancarlo Rossi, Meccanica Statistica, Boringhieri, 1970